# 오토그래프 컬렉션

오토그래프 컬렉션(영어: Autograph Collection)은 메리어트 인터내셔널의 호텔 제휴 브랜드이다.

## 대한민국의 오토그래프 컬렉션

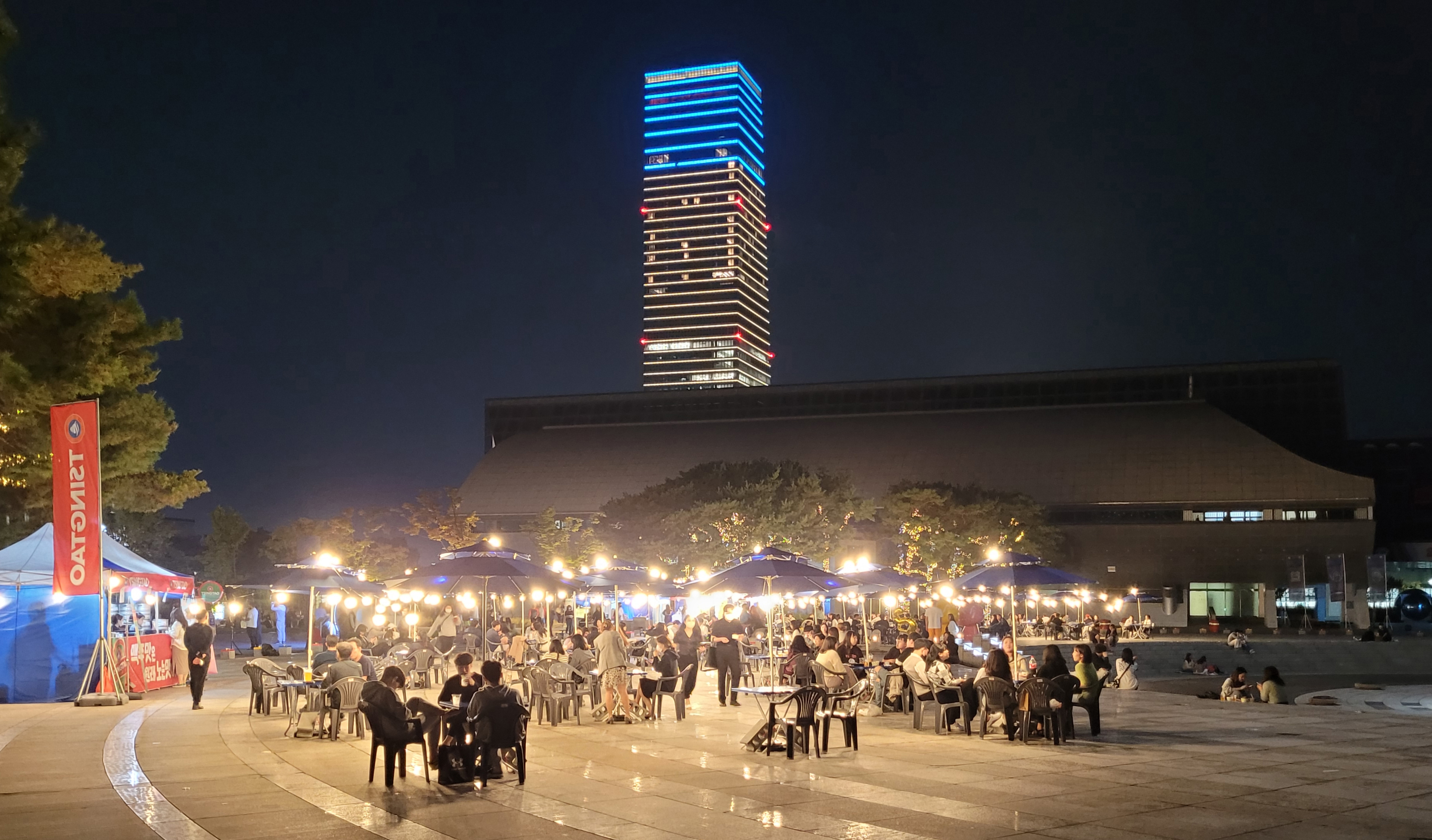
호텔 오노마, 대전, 오토그래프 컬렉션

2015년 9월 메리어트 인터내셔널은 한화호텔앤드리조트와 마케팅 채널 계약을 체결하고, 2016년 1월 더 플라자를 더 플라자 서울, 오토그래프 컬렉션으로 재탄생시켰다. 2018년 3월 아주그룹은 라이즈, 오토그래프 컬렉션을 론칭, 2021년과 2022년 신세계그룹은 오노마, 대전, 오토그래프 컬렉션, 그래비티 서울 판교, 오토그래프 컬렉션을 개관했다.
- 더 플라자 서울, 오토그래프 컬렉션: 한화호텔앤드리조트
- 라이즈, 오토그래프 컬렉션: 아주호텔서교
- 그래비티 서울 판교, 오토그래프 컬렉션: 조선호텔앤리조트
- 호텔 오노마, 대전, 오토그래프 컬렉션: 신세계센트럴시티